# Дидецилдиметиламонію хлорид
Дидецилдиметиламонію хлорид (Didecyldimethylammonium chloride, скорочене найменування D4) - протигнойний та знезаражувальний засіб. Призначається для використання в знезараженні, консервації деревини, нафтогазовидобування.
Має сильну бактерицидну, фунгіцидну, туберкулоцидну, віруліцидну, алгіцідну дію. Речовина в нормальних умовах являє собою рідину. Випускається у вигляді водного або спиртового розчину під торговими марками Септапав, Арквад, Сокрена, також входить до складу різних знезаражувальних засобів (Кіілто Інструдез, Кіілто Хенддез Олл, Септамін, Алміроль, Денталь ББ, Поліцід, Деконекс, Ахдез, Бебідез, Кліндезін, ГлобалДез-ЧАС тощо).
Основні галузі застосування:
- Знезараження виробів медичного призначення, включаючи хірургічні та стоматологічні інструменти.
- Знезараження поверхонь в приміщеннях, меблів, зовнішніх поверхонь приладів і приладів, санітарно-технічного обладнання, лабораторного посуду.
- Знезараження і стерилізація білизни, прибирального, перев'язувального матеріалу.
- Проведення генеральних прибирань в медичних установах, готелях, промислових підприємствах.
- Обробка транспорту (в тому числі й санітарного), призначеного як для перевезення пасажирів, так і харчових вироб.
- Знезараження повітря та обробка систем вентиляції та кондиціонування.

1. 1 2 3  Didecyl dimethyl ammonium chloride